# Parodia herteri
Parodia herteri ist eine Pflanzenart aus der Gattung Parodia in der Familie der Kakteengewächse (Cactaceae). Das Artepitheton herteri ehrt den Schweizer Botaniker und Arzt Wilhelm Herter (1884–1958).

## Beschreibung
Parodia herteri wächst in der Regel einzeln. Die kugelförmigen bis verlängert kugelförmigen Triebe erreichen Durchmesser von bis zu 15 Zentimeter. Die etwa 22 Rippen sind deutlich gehöckert und eingekerbt. Die auf ihnen befindlichen Areolen sind braun. Die vier bis sechs geraden Mitteldornen sind rötlich braun. Sie weisen eine Länge von bis zu 2 Zentimeter auf. Die acht bis elf weißen Randdornen besitzen eine bräunliche Spitze und sind bis zu 2 Zentimeter lang.
Die mehr oder weniger purpurfarbenen Blüten besitzen einen helleren Schlund. Sie erreichen Längen von bis zu 4 Zentimeter und verblassen mit zunehmendem Alter etwas. Die Narbe ist hellrot. Die rötlichen kugelförmigen Früchte erreichen Durchmesser von bis zu 2 Zentimeter. Sie enthalten matte schwarze, mützenförmige bis etwas kugelförmige Samen, die fein gehöckert sind.

## Verbreitung, Systematik und Gefährdung
Parodia herteri ist im bolivianischen Departamento Cochabamba und in Uruguay verbreitet.
Die Erstbeschreibung als Echinocactus herteri durch Erich Werdermann wurde 1936 veröffentlicht. Nigel Paul Taylor stellte die Art 1987 in die Gattung Parodia. Nomenklatorische Synonyme sind Notocactus herteri (Werderm.) Buining & Kreuz. (1950) und Ritterocactus herteri (Werderm.) Doweld (1999).
In der Roten Liste gefährdeter Arten der IUCN wird die Art als „Critically Endangered (CR)“, d. h. als vom Aussterben bedroht, geführt.

## Nachweise